# Buxus rotundifolia
Buxus rotundifolia är en buxbomsväxtart som först beskrevs av Nathaniel Lord Britton, och fick sitt nu gällande namn av Mathou. Buxus rotundifolia ingår i släktet buxbomar, och familjen buxbomsväxter. Inga underarter finns listade i Catalogue of Life.